# El otro (álbum de Chano)
El otro es el álbum debut como solista de Chano, cantante argentino más conocido como el frontman de la banda de rock Tan Biónica. Fue lanzado el 17 de diciembre de 2018. Las canciones fueron grabadas en Argentina, España, Estados Unidos; originalmente fueron (en su mayoría) parte de un contrato realizado por el músico con Universal Music Argentina, que involucraba la edición de 8 sencillos, los cuales fueron agrupados en este disco junto a 2 temas inéditos.

## Antecedentes
Una vez confirmado el impasse de Tan Biónica, la banda que hizo a Chano una figura pública de enorme exposición en Argentina, él decidió apostar a su carrera solista. La primera muestra de esta nueva faceta fue la canción "Carnavalintro", compuesta por él en el marco del reality que difundió en redes sociales, "#BuscarLaCancion". Su videoclip fue grabado en el Teatro Colón y dirigido por The Vrodas y Juan Chappa. La canción contó con la producción del Cali y El Dandee, lo que marcó un estilo más urbano, cercano al reguetón en la canción. 
En junio de 2017 lanzó "Naistumichiu", su segundo tema, bajo la producción de Coti, grabado durante 2016 en España, con un sonido que combina el pop con el carnaval norteño. En septiembre del mismo año, vio la luz el sencillo Claramente, grabado en Estados Unidos y producido por Pepe Céspedes, en un estilo de balada. El último del año fue Para vos, estrenado el 4 de noviembre, conocido por los fanes como "el día mundial del piberío" (en alusión a la letra del tema de Tan Biónica La melodía de Dios), que grabó con la producción de Cachorro López, en un tema que, con sonido pop, rescata la épica y la nostalgia de éxitos muy emotivos de Tan Biónica como Arruinarse, Obsesionario en La Mayor, La suerte está echada o Mis noches de enero.

## Lista de canciones
Todas las canciones escritas y compuestas por Chano Moreno Charpentier. 
| El otro |                                 |                                       |                  |          |  |
| N.º     | Título                          | Escritor(es)                          | Productor(es)    | Duración |  |
| 1.      | «La noche»                      | Chano Pepe Céspedes Juan Bruno        | Céspedes Bruno   | 02:52    |  |
| 2.      | «El susto» (feat. Karen Méndez) | Chano Cachorro López Demián Nava      | López Nava       | 02:40    |  |
| 3.      | «Yueves» (feat. Paty Cantú)     | Chano Martín Pomares                  | Pomares          | 03:24    |  |
| 4.      | «Claramente»                    | Chano Céspedes Manuel Quieto          | Céspedes         | 02:41    |  |
| 5.      | «Amor y Roma»                   | Chano Céspedes Bruno                  | Céspedes Bruno   | 03:12    |  |
| 6.      | «Para vos»                      | Chano Nava Sebastián Schon            | López Nava       | 03:26    |  |
| 7.      | «Carnavalintro»                 | Chano                                 | Cali y el Dandee | 03:10    |  |
| 8.      | «Naistumichiu»                  | Chano Coti Sorokin Diego Lichtenstein | Coti             | 03:00    |  |
| 9.      | «La máquina del amor»           | Chano Pomares                         | Pomares          | 04:04    |  |
| 10.     | «La tumbada» (feat. Kódigo)     | Chano Kódigo                          | Emiliano Sasal   | 03:11    |  |
| 31:36   |                                 |                                       |                  |          |  |

## Artistas participantes
- Karen Méndez — en «El susto»
- Paty Cantú — en «Yueves»
- Kódigo — en «La tumbada»